# Hamzah Idris
Hamzah Saeed Idriss Falatah (arab. حمزة أدريس)(ur. 8 października 1972 roku) – saudyjski piłkarz występujący na pozycji napastnika.

## Kariera klubowa
Hamzah Idris zawodową karierę piłkarską w klubie Ohud Medina w 1992 roku. W 1996 roku przeszedł do Al Ittihad. Z Al Ittihad zdobył Mistrzostwo Arabii Saudyjskiej w 1997, 1999, 2000, 2001, 2003, 2007, Azjatycką Ligę Mistrzów 2004 i 2005 oraz Azjatycki Puchar Zdobywców Pucharów 1999 roku. W 2005 roku zajął trzecie miejsce z Al-Ittihad w Klubowych Mistrzostwach Świata. W 2007 roku zakończył piłkarską karierę.
Obecnie jest asystentem trenera w Al Ittihad.

## Kariera reprezentacyjna
Hamzah Idris występował w reprezentacji Arabii Saudyjskiej w latach 1992–2000.
W 1992 roku uczestniczył w Pucharze Konfederacji, w którym Arabia Saudyjska drugie miejsce. W tym samym roku uczestniczył w Pucharze Azji, na którym Arabia Saudyjska zajęła drugie miejsce, przegrywając w finale z Japonią.
W 1993 uczestniczył w eliminacjach Mistrzostw Świata 1994.
W 1994 roku uczestniczył Mistrzostwach Świata 1994. Na Mundialu w USA wystąpił w trzech meczach z Holandią, Belgią i Szwecją.
W 1996 tym samym roku uczestniczył w Igrzyskach Olimpijskich w Atlancie.
W roku uczestniczył w Pucharze Azji, który Arabia Saudyjska wygrała.
W 1999 roku uczestniczył w Pucharze Konfederacji, na którym Arabia Saudyjska zajęła czwarte miejsce.
W 2000 roku uczestniczył w Pucharze Azji, na którym Arabia Saudyjska zajęła drugie miejsce, przegrywając w finale z Japonią.